# Casa Teresa Vallhonrat
La casa Teresa Vallhonrat és un edifici situat al carrer de París, 204 de Barcelona, catalogat com a bé amb elements d'interès (categoria C).

## Història
Va ser projectat el 1903 per l'arquitecte Francesc Ferriol per a Teresa Vallhonrat i Batlles al mateix temps que l'edifici veí del núm. 202, amb el qual comparteix bastants elements formals i decoratius.

## Descripció
Consta de planta baixa (desdoblada en semisoterrani i entresòl) i cinc pisos, cobert amb terrat. La composició de la façana segueix l'esquema usual de l'Eixample: els baixos, on destaca la porta d'entrada a doble alçada i les finestres tripartides de l'entresol, i amb parament llis; els pisos, amb balcó corregut al principal i tercer pis, i amb parament encoixinat; el coronament, amb merlets amb elements escultòrics en relleu i baranes de ferro forjat entre ells.
A l'interior destaca el vestíbul, on es conserven nombrosos elements originals (ceràmiques, llums de llautó, l'antiga caseta del porter amb vidres gravats, etc).